# Lavrentios Alexanidis
Lavrentios Alexanidis (griechisch Λαυρέντιος Αλεξανίδης, * 11. September 1979 in Kwemo Kenti, Georgische SSR) ist ein griechischer Judoka.

## Erfolge
Bei den Judo-Europameisterschaften 2008 und 2005 gewann er die Bronzemedaille. 2002 bei der Europameisterschaft wurde er Siebter und 2001 Fünfter. Zweimal vertrat er sein Land bei den Olympischen Spielen.